# Ophiacanthella
Ophiacanthella is een geslacht van slangsterren uit de familie Ophiacanthidae.

## Soorten
- Ophiacanthella acontophora (H.L. Clark, 1911)
- Ophiacanthella troscheli (Lyman, 1878)